# Conservatoire à rayonnement régional de Nice
Le conservatoire à rayonnement régional de Nice (également nommé conservatoire national à rayonnement régional - Pierre Cochereau) est un conservatoire à rayonnement régional, établissement d'enseignement artistique agréé et contrôlé par l'État (Direction générale de la Création artistique du ministère de la Culture et de la Communication), représenté par la direction régionale des Affaires culturelles (DRAC). Il propose trois spécialités, musique, art dramatique et chorégraphie. Il est situé à Nice (Alpes-Maritimes, France).

## Historique
En 1916, la pianiste Adeline Ballet crée une école municipale de musique à Nice. Cette école est alors logée dans le palais communal qui accueille le siège de la bourse du travail. L'augmentation du nombre d'élèves et des disciplines enseignées conduit l'école à changer de lieu en déménageant dès 1923 à la Villa Thiole, avenue Malausséna, puis en 1949 à la villa Paradiso dans le quartier de Cimiez.
Sous l'impulsion de Pierre Cochereau, directeur depuis 1962, l’établissement devient un conservatoire national, et quelques années plus tard, conservatoire national de région. En 2006, le conservatoire de musique de Nice s'installe dans ses vastes locaux actuels, avenue de Brancolar, et sous l'effet de la volonté politique de décentralisation dans le domaine culturel, il devient un conservatoire à rayonnement régional.

### Directeurs successifs
La pianiste Adeline Bailet fut la première directrice de l’établissement, après en avoir été la fondatrice. Le compositeur Ismaël Michalon lui succéda, puis l’organiste Albert Ribollet, et la cantatrice Solange Delmas. Pierre Cochereau assura la direction du conservatoire de 1962 à 1979. André Peyrègne en est le directeur à partir de 1980. De février 2016 à décembre 2024, Thierry Muller était le directeur de l'établissement.

## Le CRR aujourd’hui
Le conservatoire et ses 120 professeurs accueillent, pour la saison 2023-2024, plus de 1 700 élèves en musique, art dramatique et danse.

### Diplômes délivrés
Le conservatoire décerne un certificat d'études musicales, un certificat d'études théâtrales et un certificat d'études chorégraphiques, ainsi que les diplômes d’études chorégraphiques, théâtrales et musicales.

### Enseignement
Dans le domaine musical, le conservatoire délivre un enseignement concernant les instruments à cordes (violon, alto, violoncelle, contrebasse), les bois (flûtes, hautbois, basson, saxophone, clarinette), les cuivres (cor, trompette, trombone, tuba) ainsi que les instruments polyphoniques (piano, accordéon, guitare, harpe, orgue, percussions). Des classes de chant, d’écriture et de composition musicale, ainsi que des cours de musiques anciennes sont également dispensés. 
La danse classique et contemporaine font partie de l’offre chorégraphique du conservatoire.
L'art dramatique est abordé par des ateliers d'interprétation, de travail vocal et d’improvisation.

### Partenariats
Le conservatoire, en partenariat avec l’Éducation nationale, s’inscrit dans un cycle de classes à horaires aménagés. L’école primaire Lycette-Darsonval, le collège Henri-Matisse ainsi que le lycée Masséna et le lycée Guillaume Apollinaire participent à ce programme,.